# Malands IP

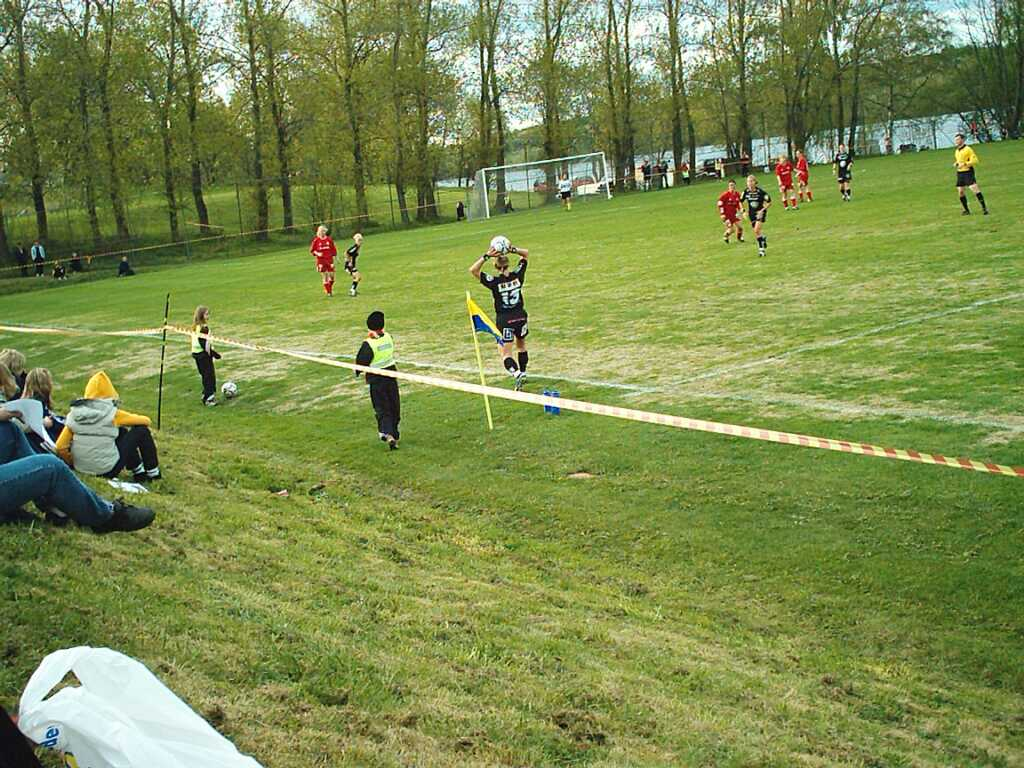
Maland IP Sund IF - Umeå IK 27/5 2004

Malands IP är en idrottsplats främst för fotboll i Sundsbruk i Sundsvall. Idrottsplatsen är hemmaarena för Sund IF. Fotbollsplanen håller måtten 105 x 65 meter.
Publikrekordet på Maland, 1 903 personer, sattes den 27 maj 2004 när Sund IF damer mötte Umeå IK i Svenska cupen.
Ett friluftsbad (Malandsbadet) och tennisbanor finns i anslutning till idrottsplatsen.